# Jankowo Dolne
Jankowo Dolne – wieś w Polsce położona w województwie wielkopolskim, w powiecie gnieźnieńskim, w gminie Gniezno; nad Wełną i jeziorem Jankowskim.

## Historia
Wieś istnieje co najmniej od XIV wieku i pierwotnie notowana była w dokumentach jako Nankowo lub Niankowo, później pod nazwą Jankowo. W jednym z łacińskojęzycznych dokumentów z 1393 notowany jest Dobiesław haeres de Nyankowo. W 1356 arcybiskup gnieźnieński Jarosław z Bogorii i Skotnik funduje i uposaża w miejscowości kościół pw. śś. Szymona i Judy. Eryguje również parafię, do której wciela wieś Wełnicę. Na prośbę Bodzęty, biskupa krakowskiego, który urodził się w Jankowie i był jej dziedzicem fundator nadał kościołowi dziesięcinę z Budzisławia i Kożuszkowa. W końcu XVII wieku parafią zarządza proboszcz ze Strzyżewa, którą w XVIII wieku zniesiono, a kościół rozebrano. 
Po rozbiorach Polski wieś znalazła się w zaborze pruskim. Miejscowość dwukrotnie wymienił XIX wieczny Słownik geograficzny Królestwa Polskiego. Leżała ona wówczas w powiecie gnieźnieńskim i liczyła w sumie 2899 morg powierzchni. Składała się z dwóch części – wsi oraz folwarku Gałuzy. Miejscowość należała do N. Koszutskiego. W 1882 znajdowało się w niej 16 domów, w których mieszkało 234 mieszkańców z czego 67 ewangelików i 167 katolików. We wsi było wówczas 133 analfabetów. Znajdowała się w niej gorzelnia o napędzie parowym.
We wsi znajduje się korpus wiatraka „holendra” z 1896, dawny zajazd z 1905 (obecnie restauracja i hotel „Gościniec w Dolinie”) oraz nowoczesny kościół pw. św. Apostołów Szymona i Judy Tadeusza z 1998–2000.
W latach 1954–1961 wieś należała i była siedzibą władz gromady Jankowo Dolne. W 1962 r. siedzibę gromady przeniesiono do Gniezna. W latach 1975–1998 miejscowość administracyjnie należała do województwa poznańskiego.
Wśród poszukiwaczy meteorytów znana jest z tego, że znaleziono w tej miejscowości w 2004 r. kilka meteorytów nazwanych roboczo „Jankowo Dolne” (prawdopodobnie z tego samego spadku co meteoryt „Morasko”). Największy okaz (12 kg) był używany przez miejscowego rolnika jako obciążenie ula.
W miejscowości jest przystanek kolejowy Jankowo Dolne.

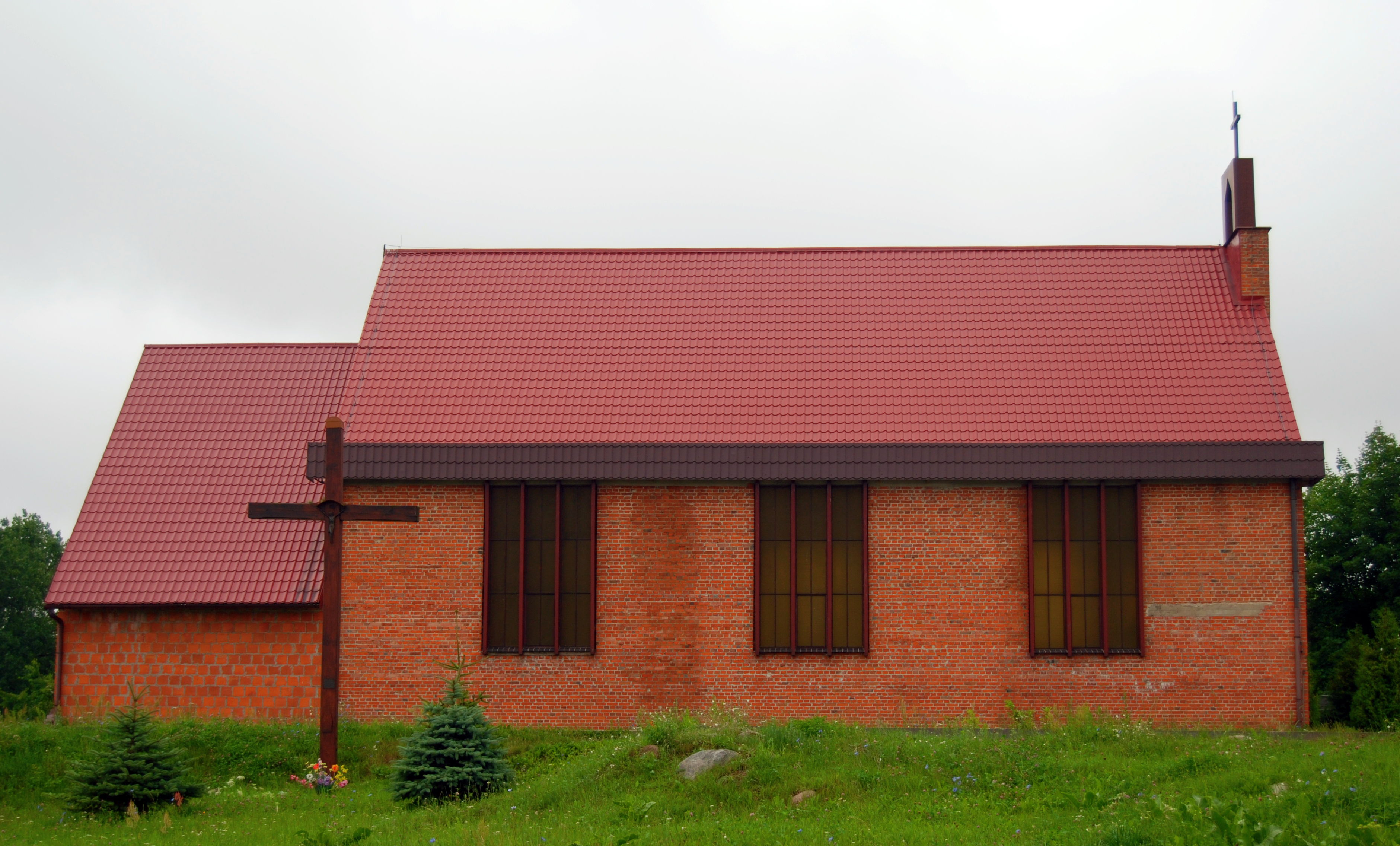
Kościół św. Apostołów Szymona i Judy Tadeusza
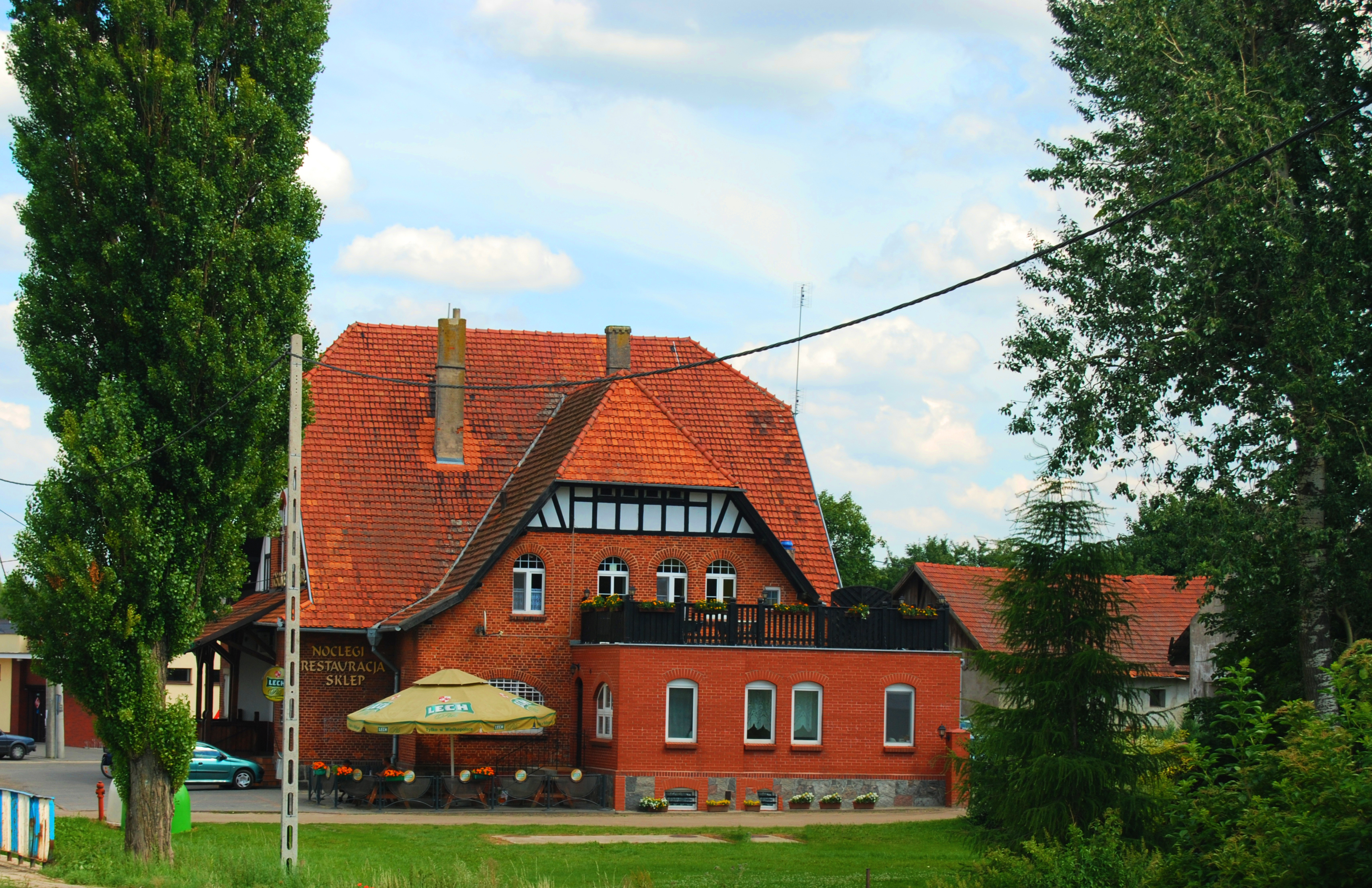
Dawny zajazd z 1905